# Dolichopoda linderi
Dolichopoda linderi är en insektsart som först beskrevs av Dufour 1861.  Dolichopoda linderi ingår i släktet Dolichopoda och familjen grottvårtbitare. Inga underarter finns listade i Catalogue of Life.